# Felicitas Stubnerová
Felicitas Stubnerová rozená Marešová (12. července 1917 Židlochovice - 9. srpna 1978 Volary) byla česká akademická malířka a ilustrátorka.

## Život
Malířství studovala na Akademii výtvarných umění v Praze u profesora Willi Nowaka. Během studií se seznámila s Robertem Stubnerem, který na Akademii studoval u profesora Franze Thieleho. Manželé žili v Praze a v roce 1939 se přestěhovali do Volar. Zde se jim narodila dcera Susane. Ta tragicky zahynula v říjnu 1945. Robert Stubner v roce 1949 dobrovolně přesídlil do Německa. Felicitas zůstala ve Volarech a měla pověst výstřední osoby. V roce 1952 se jí narodila druhá dcera, která v roce 1985 rovněž emigrovala do Německa. Po smrti v roce 1978 byla Felicitas pohřbena na volarském hřbitově v hrobce rodiny Weithentalových (hoteliérů z Volar, z jejichž rodiny pocházela matka Roberta Stubnera).

## Dílo
V padesátých létech ilustrovala turistickou brožuru o Volarsku Volary město v srdci šumavských hvozdů, kterou napsal místní lékárník Vladimír Jeřábek a v roce 1959 vydal MNV Volary.
V roce 1977 vytvořila pro kostel svaté Kateřiny Alexandrijské malbu modlícího se Krista s andělem.